# Ramón Duvalón
Ramón Duvalón Carrión (31 agosto 1954) è un ex pugile cubano.

## Palmarès

### Olimpiadi
- 1 medaglia:
  - 1 argento (Montréal 1976 nei pesi mosca)

### Giochi panamericani
- 1 medaglia:
  - 1 oro (Città del Messico 1975 nei pesi mosca)